# Владимир Силађи
Владимир Силађи (Нови Сад, 23. априла 1993) српски је фудбалер, тренутно је члан ФК Нафтагас из Елемира, члана Српске лиге Војводина.

## Каријера
Силађи је прошао млађе категорије Војводине. Првом тиму је прикључен током такмичарске 2010/11. у Суперлиги Србије. Дебитовао је са седамнаест година старости, али надаље није наступао за клуб. Прослеђен је екипи новосадског Пролетера, а затим и Слоги из Темерина. У тај клуб је касније званично прешао и остао до 2014. године. Био је на проби у Дебрецину, али није успео да оствари ангажман у том клубу због радне дозволе. Годину дана је био члан Тимока. Неколико месеци играо је за ЧСК из Челарева. Након тога је прешао у ТСЦ из Бачке Тополе, чију је екипу с клупе предводио Радован Кривокапић. Значајно је напредовао кад је екипу преузео Золтан Сабо те је у нападачком тандему с Ненадом Лукићем допринео пласману екипе у Суперлигу Србије. Њих двојица су наредне сезоне поделили звање најбољег стрелца у Суперлиги Србије с Николом Петковићем из ивањичког Јавора. Током пет година у том клубу забележио је више од 150 наступа за клуб.
Током 2021. наступао је за Гангвон у Јужној Кореји. Наредне године играо је за Ханој. У Србију се вратио у фебруару 2023. када је постао фудбалер лучанске Младости. Из Лучана је исте године отишао у Јужну Африку где је приступио тамошњем ТС Галаксију. Током другог дела такмичарске 2023/24. наступао је за ужичку Слободу у Првој лиги Србије. У јулу 2024. потписао је за  Рудар из Приједора, члана Прве лиге Републике Српске.

## Трофеји и награде

### Клупски
ТСЦ Бачка Топола
- Прва лига Србије: 2018/19.[28]

### Појединачно
- Играч кола у Суперлиги Србије (1)[29]
- Најбољи стрелац Суперлиге Србије за такмичарску 2019/20. са 16 погодака (прво место на листи стрелаца поделио је са Ненадом Лукићем и Николом Петковићем)[30]
- Трофеј Слободан Сантрач за сезону 2019/20. (признање поделио са Владимиром Силађијем и Николом Петковићем)[31]